# ۴۰۰ (قمری)
۴۰۰ (قمری)، چهارصدمین سال در گاهشماری هجری قمری است. اول محرم این سال برابر با «۳۱ اوت ۱۰۰۹» میلادی و «۹ شهریور ۳۸۸» است.